# Sport Athlétique Mérignac
Lo Sport Athlétique Mérignac è un club di hockey su pista avente sede a Mérignac in Francia.
Nella sua storia ha vinto 1 Coppa di Francia.
La squadra disputa le proprie gare interne presso il Roller Stadium Mérignac, a Mérignac.

## Palmares

### Titoli nazionali
- Coppa di Francia: 1

2008-2009